# 副切喙鱷屬
副切喙鳄属（学名：Paratomistoma，意为“next to or near Tomistoma”）是一属灭绝的切喙鳄亚科鳄鱼。对它的认识主要基于模式标本CGM 42188，包含部分后颅骨和下颌，其被发现于埃及瓦迪希坦Gehannam组的中始新世时期岩石中。它的头骨是未融合的，但被认为是形态上成熟的。副切喙鳄属于2000年由Christopher Brochu和菲利普·金格瑞西命名，模式种是P. courti，这是为了纪念Nicholas Court，他发现了CGM 42188。他们进行了系统发育分析，发现副切喙鳄属是一属派生的切喙鳄亚科。 它可能是海栖或沿海生活的鳄鱼。

## 下属物种
本属包括以下物种：
- Paratomistoma courti Brochu & Gingerich, 2000